# Presqu'île de Giens
Pour les articles homonymes, voir Gien (homonymie).

La presqu'île de Giens ferme la rade d'Hyères à l'ouest.

La presqu'île de Giens (en provençal classique lenga de Gienh, en provençal mistralien lengo de Gien, de l'ancien provençal Gienh) est une presqu'île reliée au continent par un double tombolo. Elle se situe sur la commune d'Hyères.

## Géographie

### Localisation
Située sur la commune d'Hyères (Var), on y accède par la route de Giens, ou par la route du sel, laquelle est fermée pendant l'hiver. Sur sa partie ouest se trouve la plage de l'Almanarre, longue de 4 km et constituée de sable et de petits galets. Au sud-ouest se trouve la Madrague. À l'est se trouvent le port d'Hyères et la plage de La Capte. Cette répartition des plages en place toujours l'une à l'abri des vents et l'autre face au vent, que l'on soit en régime de vents d'ouest ou d'est, ce qui permet la pratique du funboard, du kitesurf ou de la planche à voile.
Toute la partie sud de l'île est composée de falaises et de forêts, mais abrite le petit port du Niel au sud, et celui de La Tour-Fondue au sud-est, qui permet de rejoindre l'île de Porquerolles par ferry.
De part et d'autre de la presqu'île se trouvent à l'ouest le golfe de Giens et à l'est la rade d'Hyères.

### Géologie et relief
À l'origine, l'île de Giens, rattachée au massif des Maures et appartenant à la Provence cristalline était semblable à ses voisines, les îles d'Hyères. 
Depuis environ trois milliers d'années, s'opère progressivement un phénomène naturel : deux cordons de sédiments (essentiellement sableux) relièrent l'île au continent, enserrant entre eux une lagune (l'étang des Pesquiers) et constituant un double-tombolo.
À Giens, la proximité des deux embouchures du Gapeau et du Roubaud et la présence de courants marins favorables ont permis la formation de ces deux cordons, phénomène géomorphologique assez rare.

### Milieux naturels et biodiversité
La presqu'île de Giens et les îles d'Or ont été les derniers sanctuaires continentaux de France à abriter, jusqu'en 1940, une population relique du rarissime phoque moine de Méditerranée, aujourd'hui en voie critique d'extinction.
Elle abrite aujourd'hui une réserve ornithologique (l'étang des Pesquiers constituant un site d'étape sur la route de migration de nombreuses espèces d'oiseaux) et se situe dans l'aire potentielle d'adhésion au parc national de Port-Cros.

#### Protection du site
Depuis 2007, la ville d'Hyères a engagé un processus de protection de la presqu'île au travers une étude de faisabilité pour adhérer au réseau des Grands Sites de France, puis à terme obtenir le label Grand Site de France.
Cette démarche est mise en place par la Direction régionale de l'Environnement, de l'Aménagement et du Logement (DREAL) et le parc national de Port-Cros.
- En 2011 la ville se porte candidate auprès du Ministère de l'Environnement, en vue de ce classement.
- En 2012 avec l'aide de l'État, la municipalité engage une étude de définition du projet et du programme OGS (Opération Grand Site).
- Le 21 mars 2018 le projet est présenté à la Commission départementale de la nature, des paysages et des sites. Le projet reçoit un avis favorable de la part de toutes les parties en présence[6].
- Fin mars 2019 le ministère de la transition écologique et solidaire valide la démarche Opération Grand Site[7].
- La mairie souhaite construire une digue sous marine pour protéger la « route du sel », projet non pertinent pour l'État et plusieurs associations[8].

## Histoire
Dans l'Antiquité, Giens dont les cordons littoraux comportaient encore des passes navigables, faisait partie de l'archipel des Stœchades (« alignées », en grec) avec les autres îles d'Hyères. À l'Ouest du cordon occidental, sur le littoral, s'élevait la colonie grecque d'Olbia (la « prospère » en grec), devenue ultérieurement une cité romaine sous le nom de Pomponiana, mais abandonnée au VIIe siècle sous le règne de Gontran Ier, roi des Francs, d'une part en raison de la fermeture des passes dans les cordons (imposant aux vaisseaux de contourner toute la presqu'île) et d'autre part en raison des invasions barbares (la population se réfugie sur les hauteurs, entre-autres à Arearum Castrum : Hyères).
Au VIIIe siècle, les Sarrasins s'installent dans la région et y élèvent au moins des repères, si l'on en juge par le toponyme de l'Almanarre (autrefois écrit La Manarra, de l'espagnol almenara désignant un feu que l'on allumait sur les hauteur, un phare selon Frédéric Mistral ; de l'arabe Al-Manar : le « phare », l'« amer ») qui désigne depuis le Moyen Âge le site d'Olbia. Le 13 mars 1220, est fondée sur ce site (en réutilisant les pierres antiques) l'abbaye Saint-Pierre de l'Almanarre, tandis que l'étang des Pesquiers commence à être exploité par des sauniers, des éleveurs de poissons et des cultivateurs de cannes. La partie rocheuse de la presqu'île est alors boisée et comporte une vigie à son sommet. Plus tard, au XVIIe siècle, au bas de cette vigie, surplombant la mer, est élevée la batterie du Pradeau dite la « tour Fondue » (déformation de Foundudo : « fendue, en ruine » en provençal). Progressivement un village, nommé Giens, se développe au sommet de la partie rocheuse, autour de la vigie et de son église Saint-Pierre et Notre-Dame-de-l'Assomption. Les habitants de la presqu'île sont appelés les Arbanais.
De 1848 à 1996, l'étang des Pesquiers a été en partie exploité comme marais salant, produisant jusqu'à 30 000 tonnes de sel par an.

## Culture locale et patrimoine

### Lieux et monuments
Le fortin de la tour Fondue au sud et les anciennes batteries du cap de l'Estérel à l'est et d'Escampobariou à l'ouest témoignent du passé militaire ancien des côtes de la presqu'île.

#### Batterie de la pointe d'Escampobariou
Également nommée « batterie des Salis », c'est un fortin avec projecteur chercheur qui avait pour mission d'illuminer les cibles ennemies afin que les batteries côtières puissent ouvrir le feu. Elle est édifiée vers 1900.
Le projecteur électrique était installé au sortir d'un tunnel de 8 mètres de long situé au bas d'un puits de 20 mètres de profondeur. Il était monté sur rail afin de pouvoir le rétracter, le dissimuler des regards et le protéger des tirs ennemis pendant la journée. Une pente, équipée de rails et d'un treuil, permettait de remonter le projecteur jusqu'à l'atelier sur le plateau pour l'entretenir ou le réparer. Le projecteur à arc Sautter-Harlé de 1,5 m de diamètre avec optique Mangin, était alimenté par un groupe électrogène fonctionnant au pétrole, situé sur les hauteurs. 
La batterie a accueilli des canons de 47 à tir rapide jusqu'à des canons de 95 d'une portée d'environ 8,5 km. Elle est partiellement détruite pendant les opérations du débarquement de Provence lors de la Seconde Guerre mondiale ; des impacts de balles subsistent encore dans la maçonnerie d'un dépôt à munition et témoignent des combats.

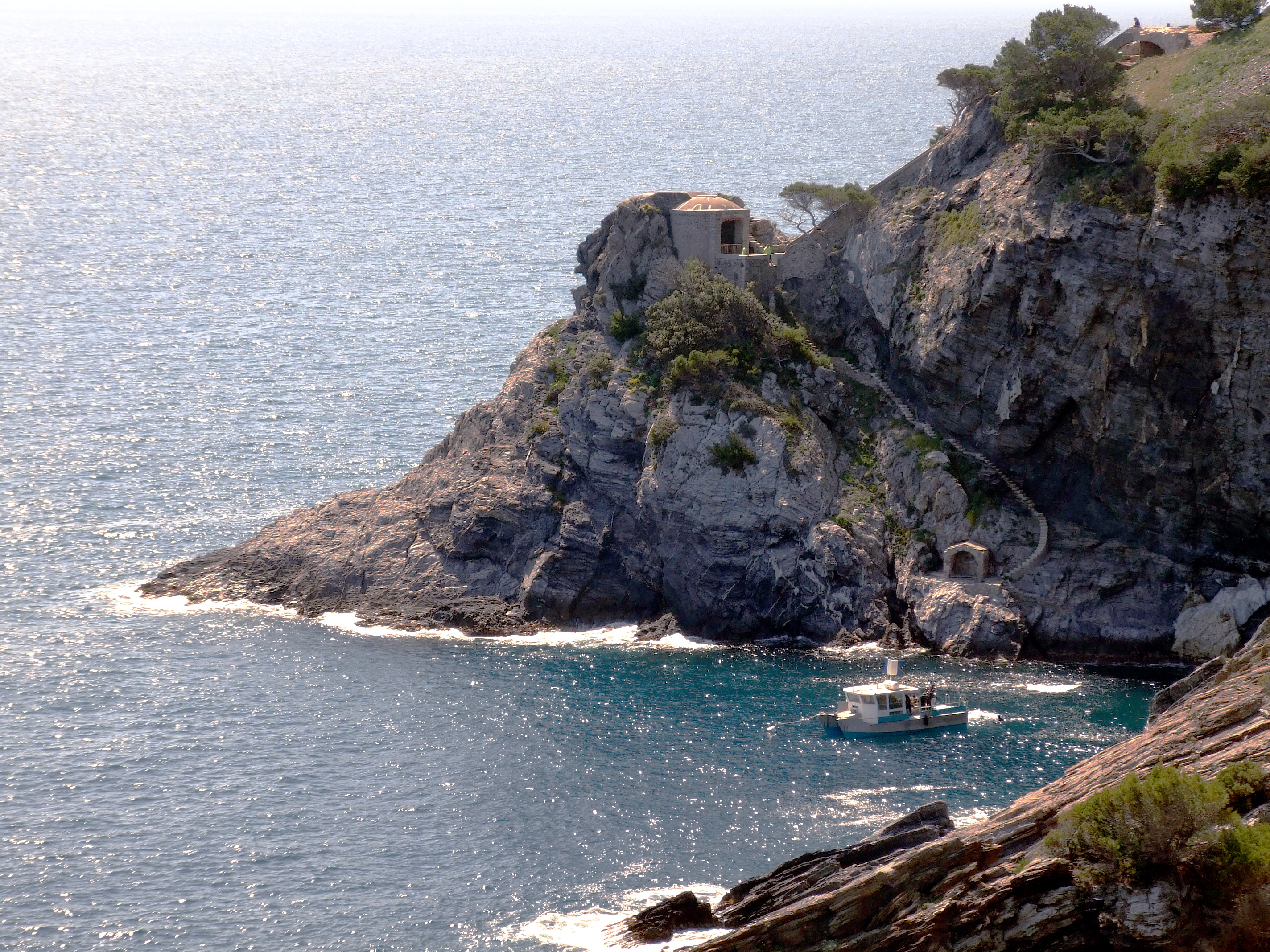
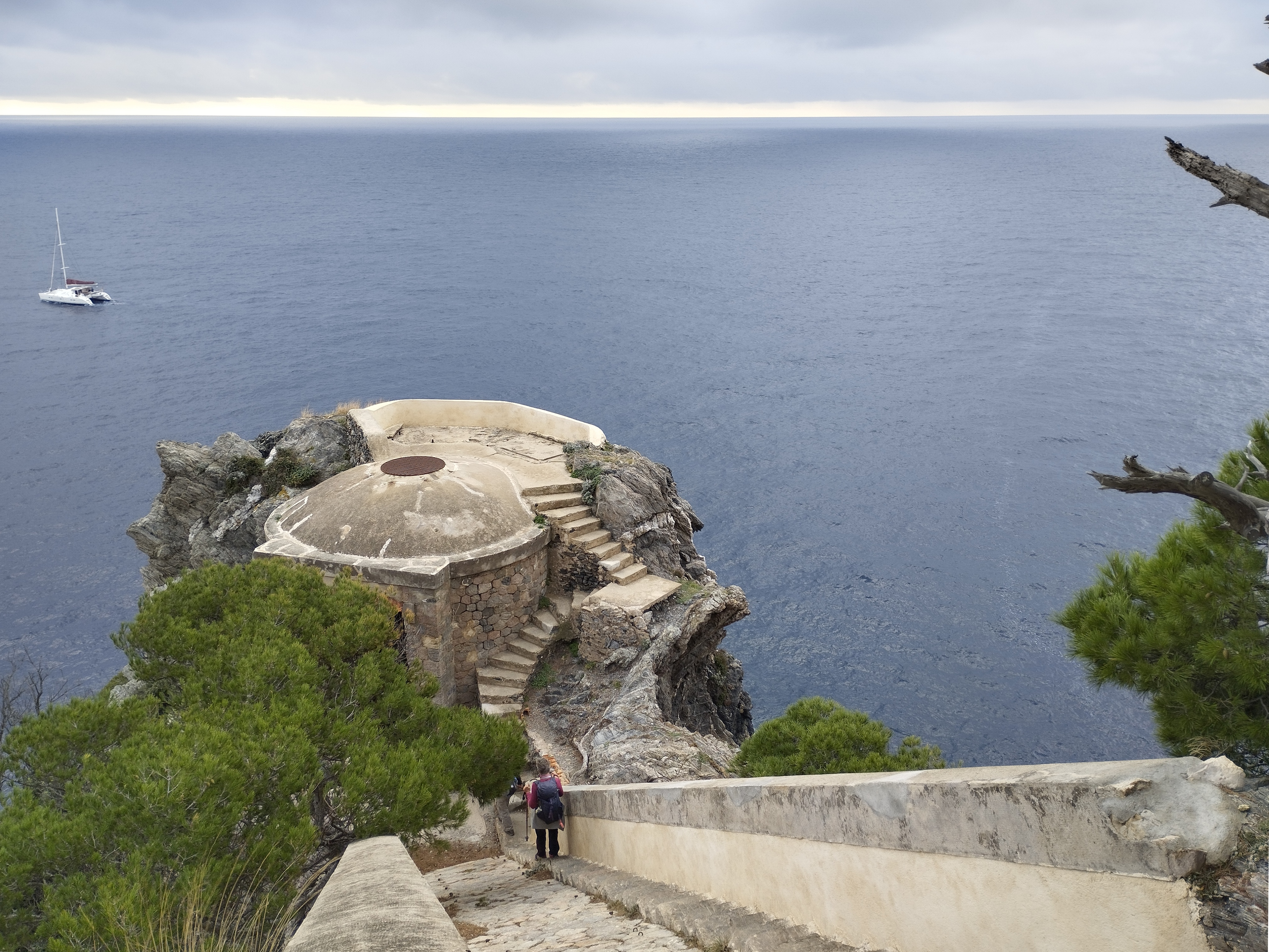
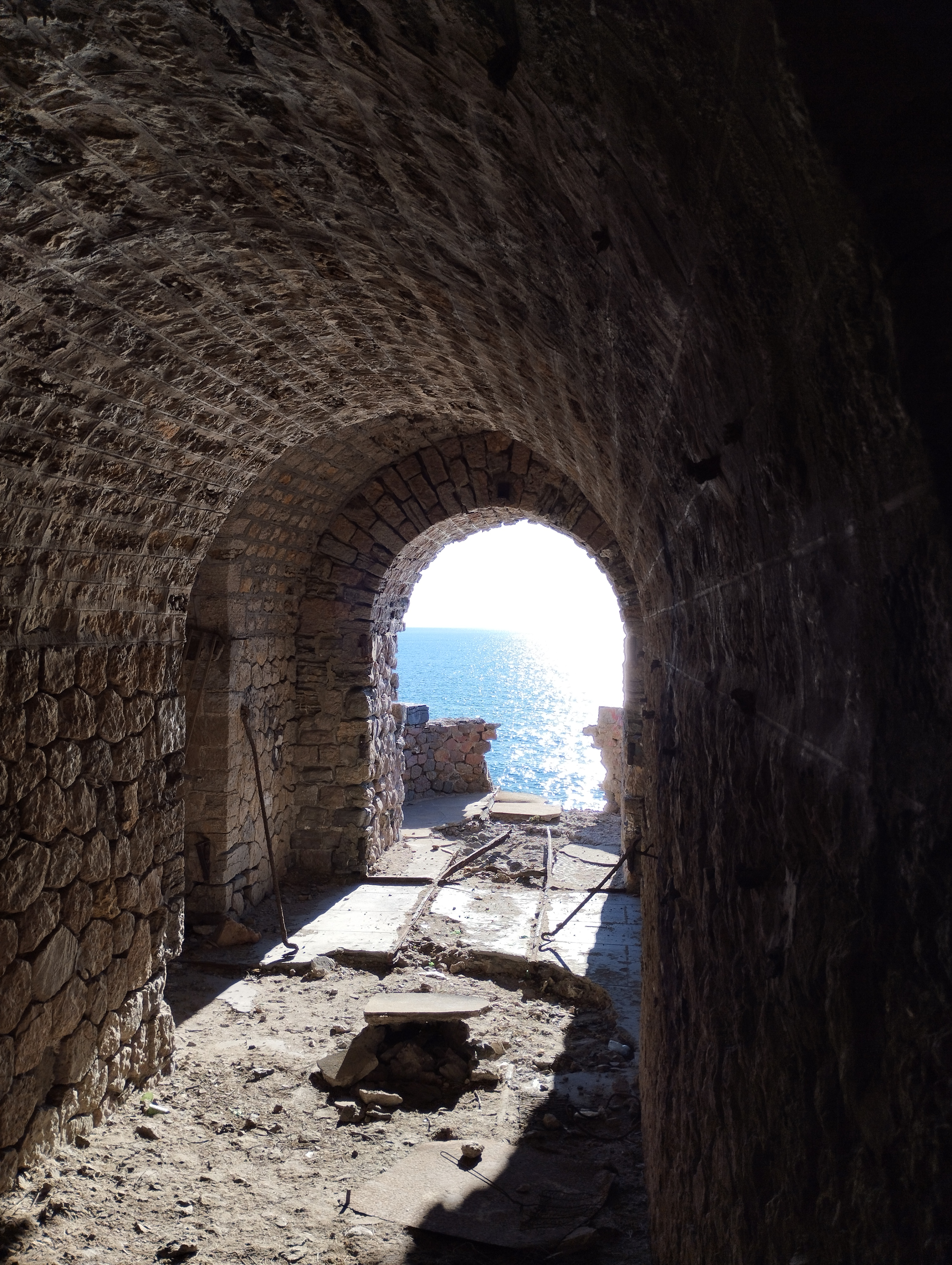
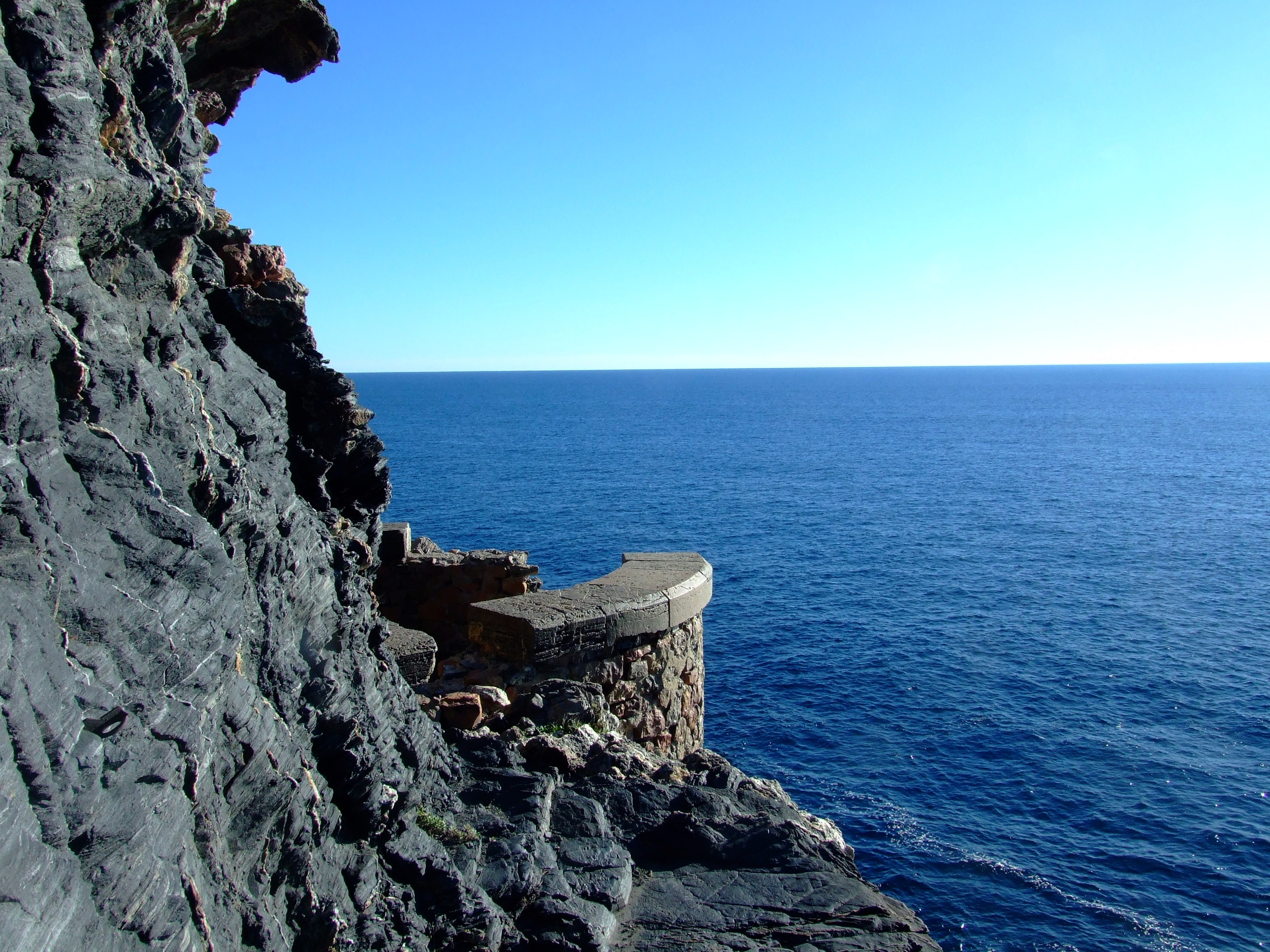

#### Monuments divers

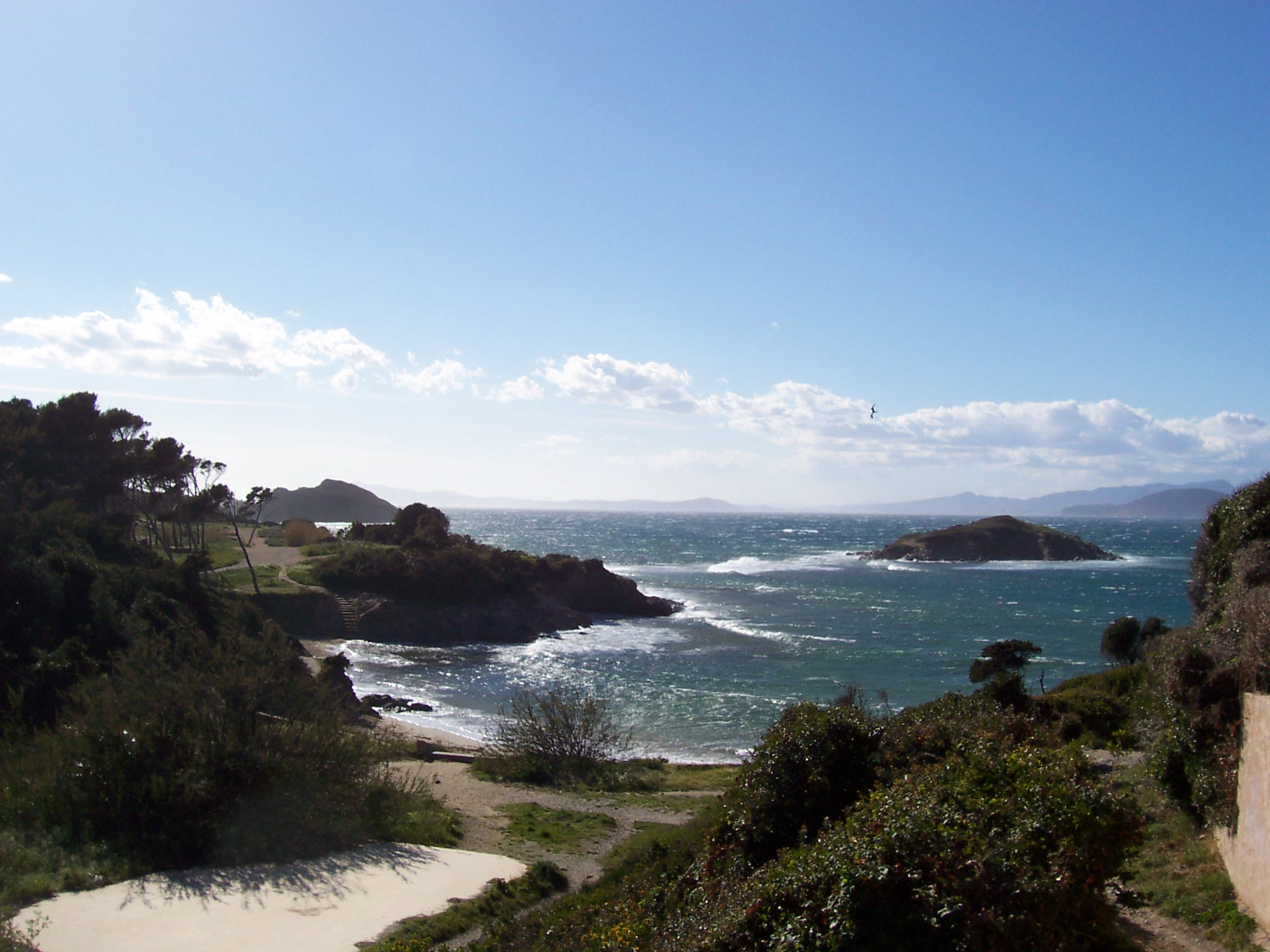
Vue de la pointe ouest.
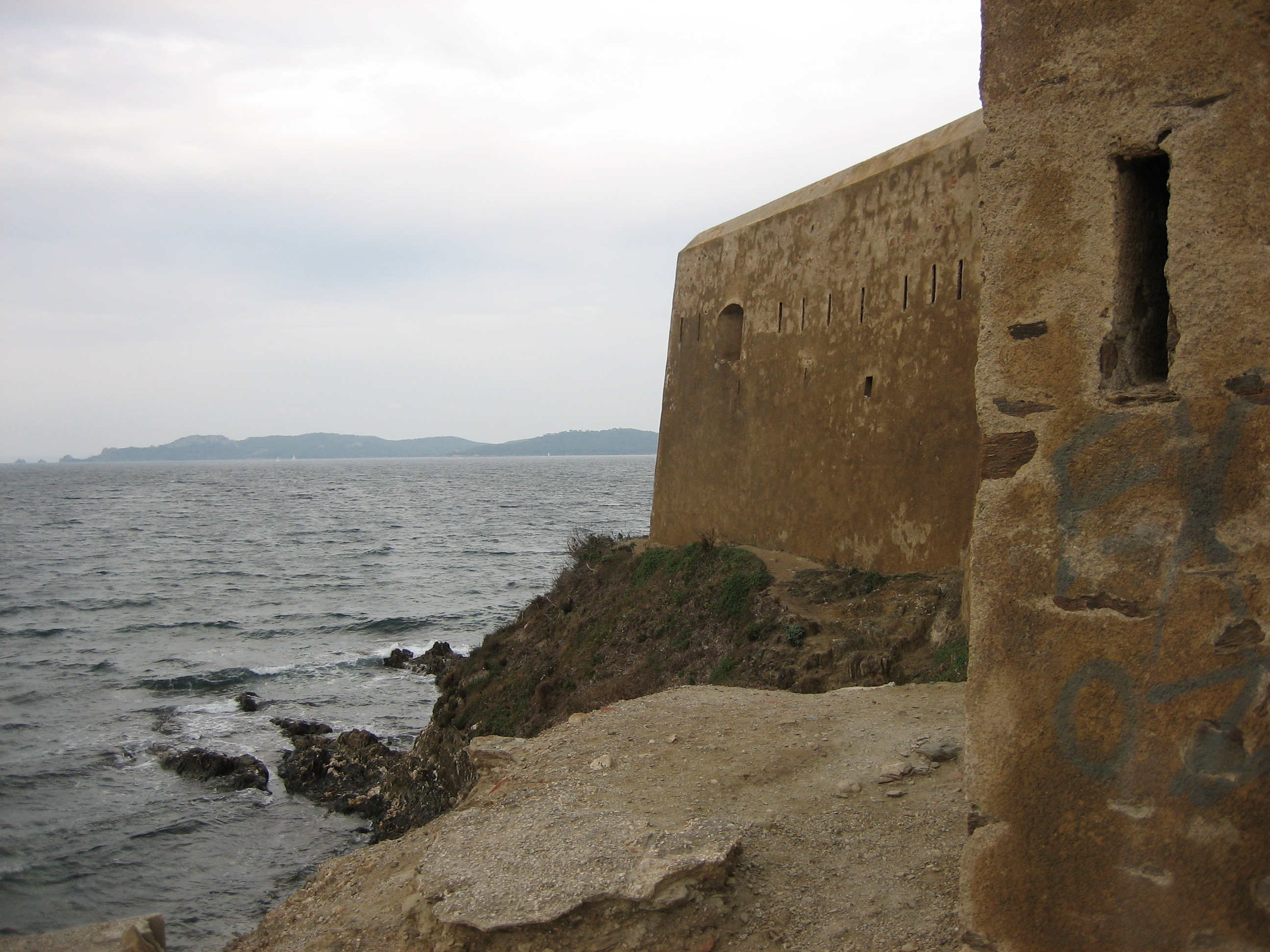
La tour Fondue.
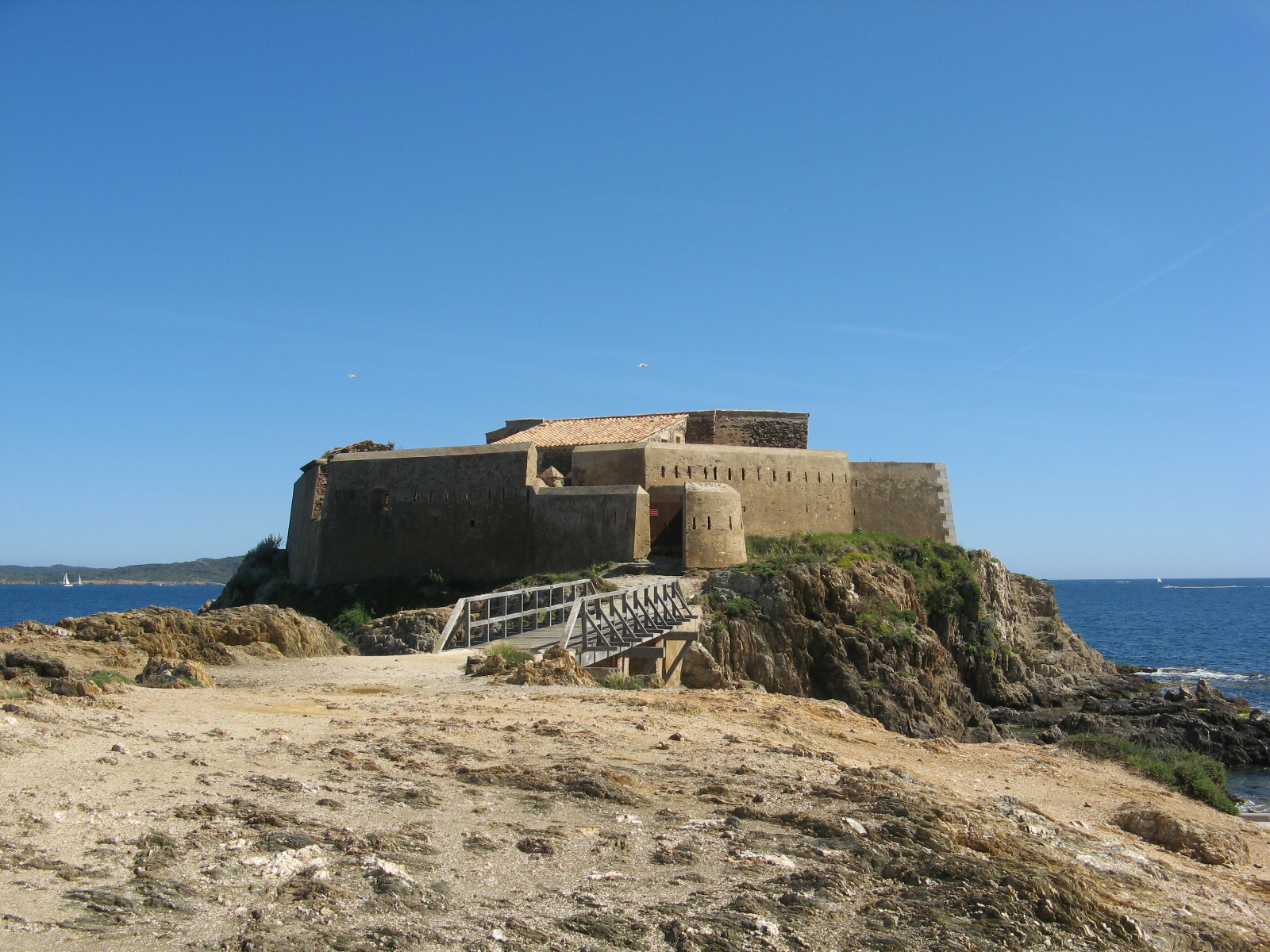
La tour Fondue.
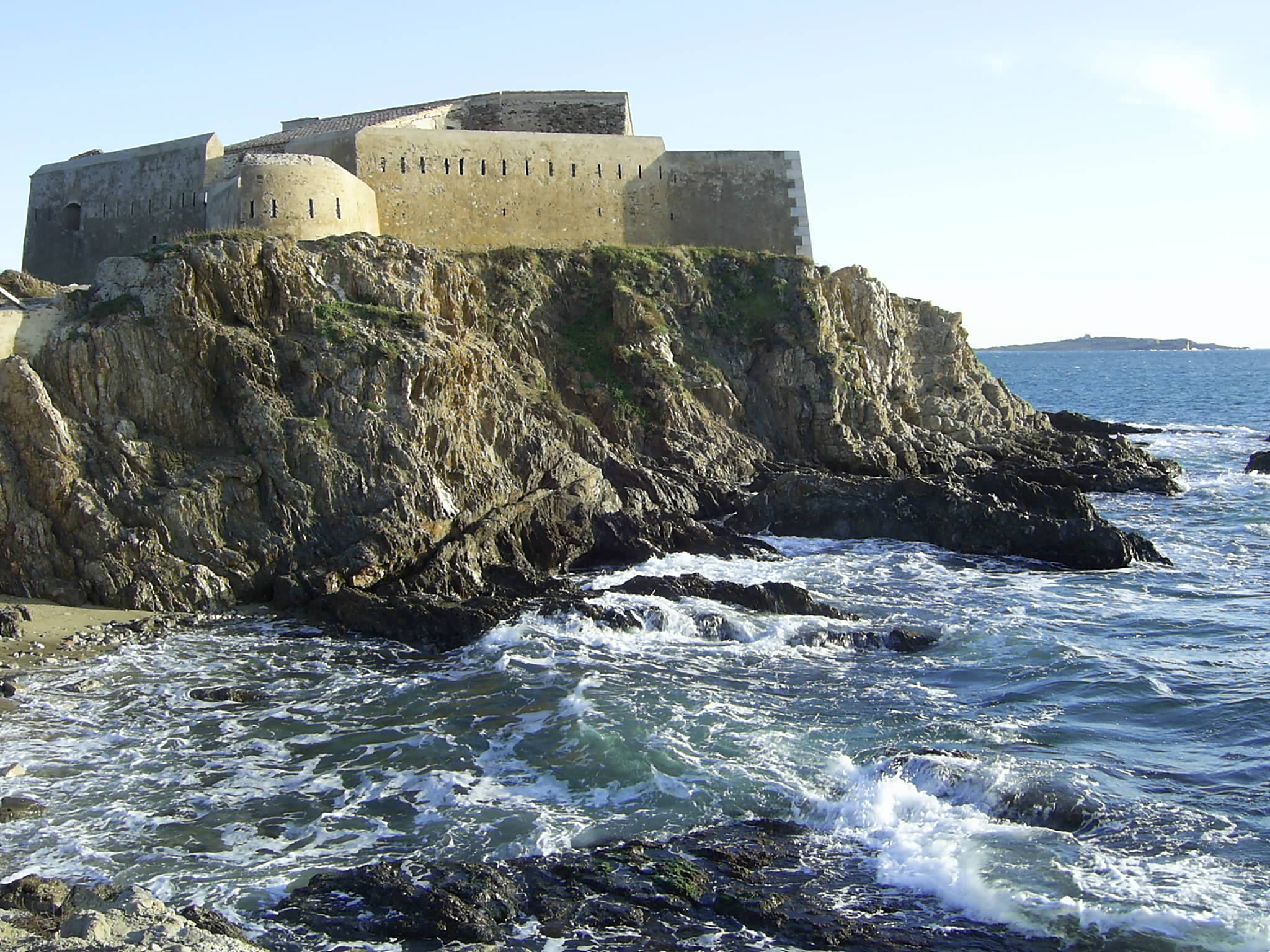
La tour Fondue.
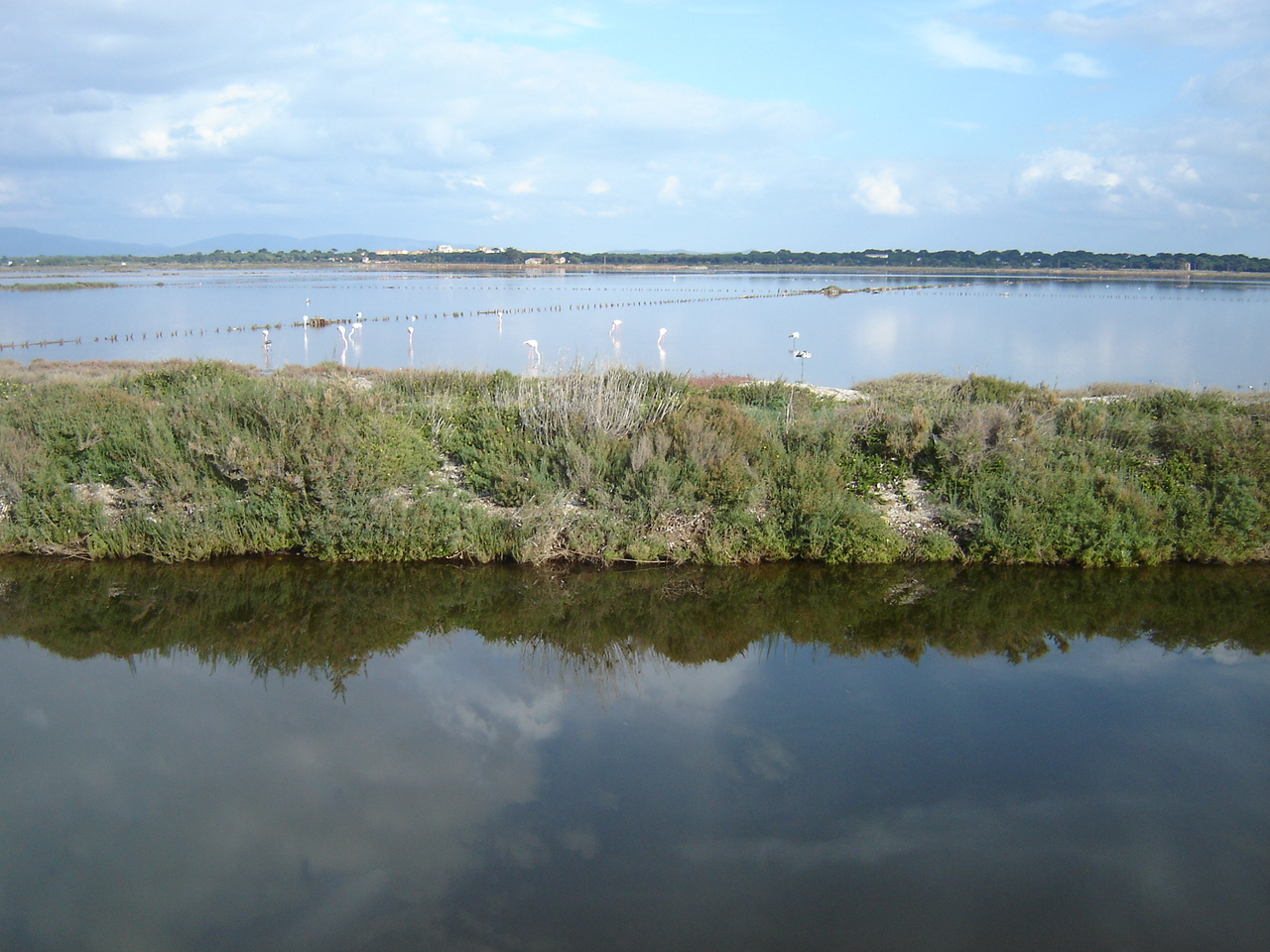
Double tombolo.
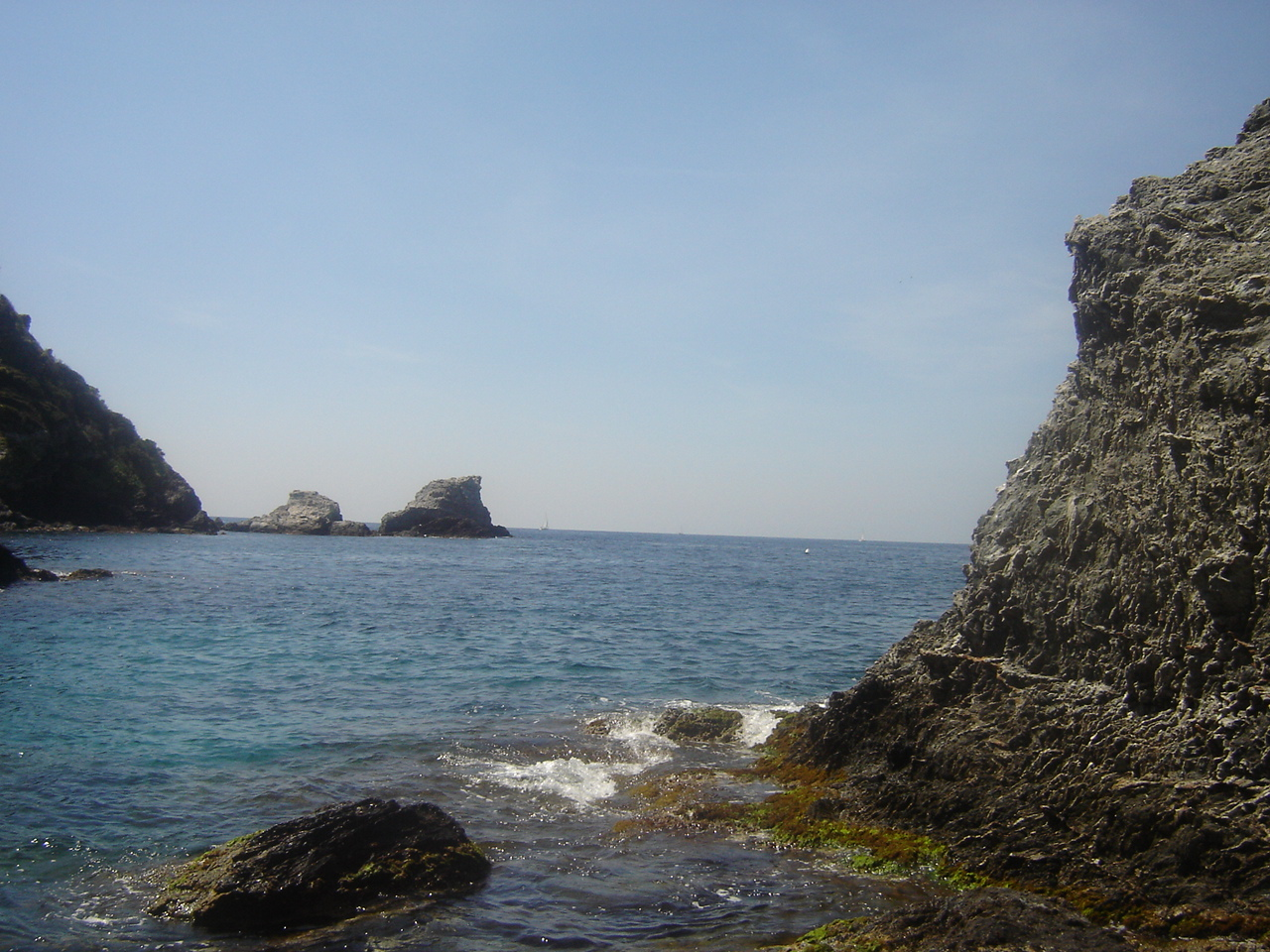
Pointe des chevaliers, côte Ouest.
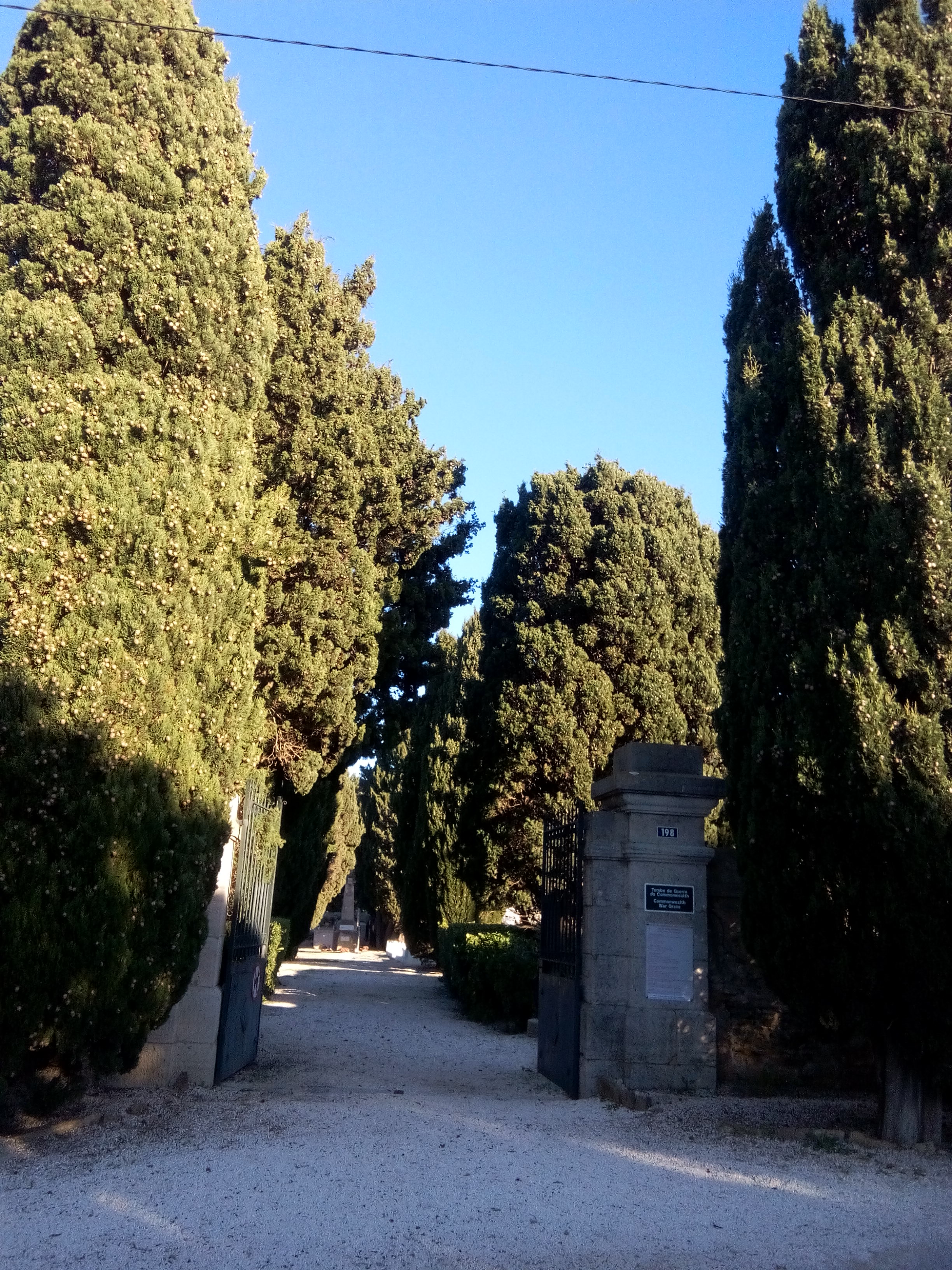
Entrée cimetière de Giens.
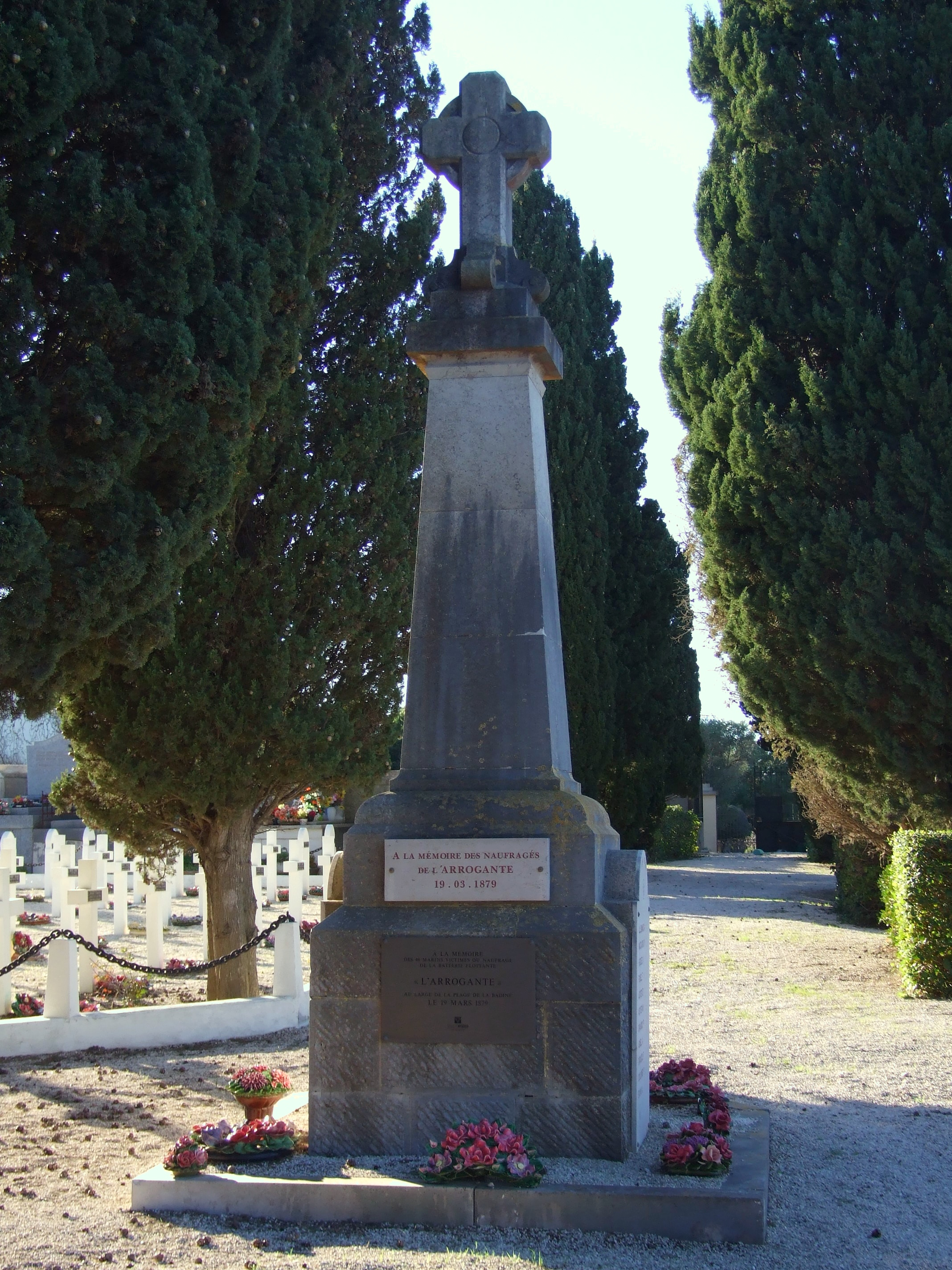
Mémorial du naufrage de l'Arrogante.
Mémorial du naufrage de l'Arrogante (détails).

### Personnalités liées à la commune
- La comtesse Martine-Marie-Pol de Béhague fait construire la maison des Vigneaux sur le secteur de La Polynésie[13].
- Louis Renault achète un ensemble de terrains autour du port du Niel et construit un garage à bateaux à la fin des années 1920, puis en 1937, fait construire un mât de charge pour les bateaux et des abris en pierres de schiste pour les pêcheurs.
- Saint-John Perse, écrivain et diplomate français, lauréat du prix Nobel de littérature en 1960est inhumé au cimetière de Giens.
- Léon-Émile Vidal : une plaque d'information patrimoniale est posée en décembre 2019 sur la façade de la villa édifiée par le Dr Vidal au 39, avenue Alphonse-Denis à Hyères, place Clemenceau ; dont extraits : « …En 1879, il se distingue par les soins empressés qu'il prodigue à plusieurs naufragés de l'Arrogante… »[14]. En effet, le 18 mars 1879, la batterie classe Arrogante est jetée à la côte par un coup de vent, et s'échoue sur la plage de la Badine (côte Est de la presqu'île), provoquant la mort de 50 marins[15].

### Lieu de tournage
- Le Passager de la pluie, film de René Clément, sorti en 1970, avec comme interprètes principaux Charles Bronson, Marlène Jobert et Annie Cordy, a été tourné sur la presqu'île.
- La presqu'île a été l'un des lieux de tournage du film Les Vacances de Ducobu[16].
- Une scène du Comte de Monte Cristo (2024) de Matthieu Delaporte et Alexandre de La Patellière, a été tournée au niveau de la batterie de la pointe des Salis[17].